# (117586) Twilatho
(117586) Twilatho est un astéroïde de la ceinture principale.

## Description
(117586) Twilatho est un astéroïde de la ceinture principale. Il fut découvert le 3 mars 2005 à Vail-Jarnac par l'Observatoire Jarnac. Il présente une orbite caractérisée par un demi-grand axe de 3,06 UA, une excentricité de 0,09 et une inclinaison de 8,1° par rapport à l'écliptique.

## Compléments